# 伊梅尔
伊梅尔（義大利語：Imer），是意大利特伦托自治省的一个市镇。总面积27平方公里，人口1201人，人口密度44.5人/平方公里（2009年）。ISTAT代码为022097。

## 友好城市
- 義大利法伊基奥 2011年